# Stanford Jay Shaw
Pour les articles homonymes, voir Shaw.
Stanford Jay Shaw, né le 5 mai 1930 à Saint Paul (Minnesota) et mort le 15 décembre 2006 à Ankara, est un historien américain.

## Biographie
Après des études à l’université Stanford, aux universités de Londres et Oxford, puis à l’université de Princeton, où il soutient sa thèse de doctorat en 1958, et à celle d’Istanbul, Stanford Jay Shaw est assistant puis maître de conférences à l’université Harvard (1958-1968). Il est ensuite professeur (1968-1992) puis professeur émérite (1992-1997) à l’université de Californie-Los Angeles (UCLA) et professeur à l’université Bilkent (de 1999 à sa mort), en Turquie. Il a d’abord travaillé sur l’histoire du Royaume-Uni, puis sur celle de l’Égypte, et surtout sur celle l’Empire ottoman et de la Turquie, menant des recherches, notamment, aux archives ottomanes et turques, aux archives nationales du Royaume-Uni, des États-Unis, au Service historique de l'armée de terre (Vincennes). À partir des années 1950, il est l’un des pionniers, après Bernard Lewis, des recherches dans les archives ottomanes ; toute sa carrière, il insiste sur l’importance de ces sources pour l’histoire de l’Empire ottoman et des pays qui en sont issus. Ses principaux travaux d’histoire turque et ottomane portent sur les mouvements de réforme, de Sélim III à Abdülhamid II, l’histoire des Juifs en Turquie, la Première Guerre mondiale et la guerre d’indépendance turque (1918-1923).
Il fonde l’International Journal of Middle East Studies (publié par les Presses de l'université de Cambridge) en 1967 et le dirigé jusqu'en 1980. Il est ensuite devenu un contributeur régulier de l’International Journal of Turkish Studies, publié par l'université du Wisconsin.
Stanford J. Shaw est mort en laissant inachevée une histoire de l'Empire ottoman pendant la Première Guerre mondiale. Deux volumes (totalisant 1 760 pages) sont parus, sur les quatre prévus.
En 1977, à la suite de la publication de l'Histoire de l'empire ottoman et de la Turquie moderne que Stanford Jay Shaw a coécrit avec son épouse d'origine turque, maître de conférences, ils sont victimes d'une tentative d'assassinat : leur domicile est plastiqué — et gravement endommagé — par des terroristes affiliés à l'ASALA, à 3h 50 du matin, alors qu'ils sont en train de dormir chez eux ; l’explosion dévaste le rez-de-chaussée et souffle les vitres de deux maisons voisines. En janvier 1982, le professeur Shaw est agressé par des étudiants arméniens, son bureau à l'université de Californie est saccagé, et il reçoit de nombreuses menaces verbales et écrites (y compris des menaces de mort), ce qui l'oblige à déménager hors du campus (en conservant confidentielle sa nouvelle adresse) et, pendant quelques années, à interrompre ses activités d'enseignement ; par deux fois, le FBI écrit à la famille Shaw pour lui recommander de quitter le territoire américain, par mesure de sécurité, et les Presses universitaires de Cambridge reçoivent également des menaces ; il aurait passé le plus clair du premier semestre 1982 en Turquie, pour fuir les terroristes arméniens. William D. Schaeffer, vice-recteur de l'UCLA indique, à l'époque : « Dès lors qu'une organisation terroriste internationale est impliquée, le pouvoir de l'université pour remédier à cette situation est limitée. »
En effet, Stanford Jay Shaw et Ezel Kural Shaw contestent la qualification de génocide arménien :
« Les Arméniens affirment que ces morts sont le résultat d'une politique génocide mise en œuvre par le gouvernement ottoman. […] Les minutes du conseil des ministres ne confirment pas cela, elles montrent plutôt la volonté manifeste d'enquêter et d'améliorer une situation où six millions de personnes (Turcs, Grecs, Arabes, Arméniens, Juifs et autres) furent tués par une combinaison de révoltes, attaques de bandits, massacres et contre-massacres, famines et maladies, aggravées par de brutales invasions étrangères, lors desquelles toutes les populations de l'empire, musulmans et non-musulmans, ont compté des victimes et des criminels. […]
Après la révolution [russe], une trêve a été signée entre la République et l’Empire ottoman, mais les unités arméniennes ont alors commencé un massacre généralisé des paysans turcs résidant encore dans le Caucase méridional et l’Anatolie orientale, où se trouvaient plus de 600 000 réfugiés, s’ajoutant aux 2 295 705 Turcs vivant dans les provinces d’Erzurum, Erzincan, Trabzon, Van et Bitlis après la guerre. »
Selon Yves Ternon, Stanford Jay Shaw ne s'est pas contenté de présenter et publier la version turque des événements de 1915-1916, il a également usé de son influence académique et éditoriale pour empêcher les travaux de ses contradicteurs d'être publiés en anglais : à l'époque où il était membre du comité de lecture des éditions de l'Université de Californie, la traduction d'un recueil de documents prouvant la réalité du génocide arménien a été refusée sous prétexte qu'il s'agissait d'un pamphlet de propagande.
En revanche, Levon Marashlian, participant au onzième congrès de la Société d’histoire turque (TTK), tenu en 1990, remarque avec plaisir que Stanford J. Shaw, lorsqu’il présidait l’une des séances du congrès l’a « généreusement invité à poser des questions et à exprimer mon point de vue. » Levon Marashlian ajoute qu’Ezel Kural Shaw fut d’une courtoisie très sympathique, en dépit de leurs « vigoureux désaccords ».
Irene Bierman, directrice du Centre d'études sur le Proche-Orient de l'UCLA, soutient Stanford J. Shaw jusqu'à son départ, en 1997.
Dans son dernier livre, Jeremy Salt, maître de conférences aux universités de Melbourne et Bilkent, remercie « le défunt professeur Stanford J. Shaw, qui manque beaucoup, pour m'avoir guidé dans les subtilités de l'histoire de l'Empire ottoman tardif » Edward J. Erickson dédie son livre Ottomans and Armenians: A Study in Counter-Insurgency (New York-Londres, Palgrave MacMillan, 2013) à la mémoire de Stanford Jay Shaw.

## Ouvrages
- The Financial and Administrative Organization and Development of Ottoman Egypt, 1517-1798, Princeton University Press, 1962.
- Ottoman Egypt in the Eighteenth Century: The Nizamname-i Misir of Ahmed Cezzar Pasha, New Haven-Londres, Harvard University Press, 1962.
- Ottoman Egypt in the Age of the French Revolution, New Haven-Londres, Harvard University Press, 1964.
- The Budget of Ottoman Egypt, La Haye-Paris, Mouton, 1968.
- Between Old and New: The Ottoman Empire under Sultan Selim III, New Haven-Londres, Harvard University Press, 1971.
- History of the Ottoman Empire and Modern Turkey, deux volumes, Cambridge University Press, 1976-1977 (avec Ezel Kural Shaw). Le premier volume a été traduit en français : Histoire de l'Empire ottoman et de la Turquie, Horvath, 1983.
- The Jews of the Ottoman Empire and the Turkish Republic, Londres-New York, Macmillan / New York University Press, 1992.
- Turkey and the Holocaust. Turkey's role in rescuing Turkish and European Jewry from Nazi persecution, 1933-1945, Macmillan, London / New York University Press, 1993.
- Studies in Ottoman and Turkish History: A Life with the Ottomans, Istanbul, Isis Press, 2000.
- From Empire to Republic: The Turkish War of National Liberation, 1918-1923, cinq volumes, Ankara, Turkish Historical Society, 2000.
- The Ottoman Empire in World War I, Ankara, Turkish Historical Society, deux volumes parus, dont un posthume, 2006-2008.

## Contributions à des ouvrages collectifs
- « The Ottoman View of the Balkans », dans Ch. et B. Jelavich (dir.), The Balkans in Transition, Berkeley-Los Angeles, University of California Press, 1963.
- « Some Aspects of the Aims and Achievements of the Nineteenth Century Ottoman Reformers », dans William Roe Polk et Richard L Chambers (dir.), Beginnings of the Modernization in the Middle East: The Nineteenth Century, University of Chicago Press, 1968.
- « The Origins of Representative Government in the Ottoman Empire: An Introduction to the Provincial Councils », dans R. Bayly Winder (dir.), Near Eastern Round Table. 1967-1968, New York University Press, 1968.
- « Ottoman and Turkish Studies in the Middle East », dans Kemal Karpat (dir.), The Ottoman State and its Place in World History, Leyde, Brill, 1974.
- « The Ottoman Empire and the Serbian Uprising (1804-1807) », dans Wayne S. Vucinich, The First Serbian Uprising. 1804-1813, New York, Boulder/Columbia University Press, 1982.
- « Sultan Abdülhamid II: Last Man of the Tanzimat », dans Tanzimat'in 150. Yildönümü Uluslarasi Sempozyumu: Bildiriler, Ankara, 1991.
- « Iranian Relations with the Ottoman Empire in the Eighteenth and Nineteenth Centuries », Cambridge History of Iran, tome VII, From Nadir Shah to the Islamic Republic, Cambridge-New York, Cambridge University Press, 1991.
- « Turkey in the Great War (1911-1923) », X. Türk Tarih Kongresi, Ankara, Türk Tarih Kurum, tome IV, 1993.
- « Local Administration of the Tanzimat », dans Hakki Dursun Yildiz (dir.), 150. Yilinda Tanzimat, Ankara, 1993.
- « Ottoman Jewry During World War I », XI. Türk Tarih Kongresi, Ankara, Türk Tarih Kurum, tome V, 1994.
- « Ottoman Empire », dans John L. Esposito (dir.) The Oxford Encyclopedia of the Islamic World, 1995 (mise à jour 29 par Gökhan Çetinsaya).
- « The Armenian Legion and its Destruction of the Armenian Community in Cilicia », dans Türkkaya Ataöv (dir.), The Armenians in the Late Ottoman Period, Ankara, TTK/TBMM, 2001.
- « Turkey and the Jews of Europe during World War II », dans Avigdor Levy (dir.), Jews, Turks, Ottomans. A Shared History, Fifteenth Through the Twentieth Century, New York, Syracuse University Press, 2002.
- « The Ottoman Special Organization/Teşkilat-ı Mahsusa and its Military Activities from August to November 1914 », dans Kaan Durukan, Robert W. Zens et Akile Zorlu-Durukan (éd.), Hoca, 'Allame, puits de science: Essays in Honor of Kemal H. Karpat, Istanbul, The Isis Press, 2010.